# Polymixis erythra
Polymixis erythra är en fjärilsart som beskrevs av Karl Schawerda 1910. Polymixis erythra ingår i släktet Polymixis och familjen nattflyn. Inga underarter finns listade i Catalogue of Life.